# Homyle
Homyle (německy Homil) je vesnice ležící v Královéhradeckém kraji, v okrese Hradec Králové. Spadá pod obec Boharyně, od které leží asi 700 m na východ. Skládá se z asi 50 domů.
Jde o téměř čistě řadovou vesnici ležící podél silnice III. třídy z Libčan do Boharyně. Ze severu na jih vede silnice II. třídy II/323, podél ní však s výjimkou křižovatky nestojí žádné domy.
Na západním okraji vesnice teče říčka Bystřice, do které se zde vlévá Radostovský potok. Východní okraj Homyle obklopuje les.

## Další fotografie

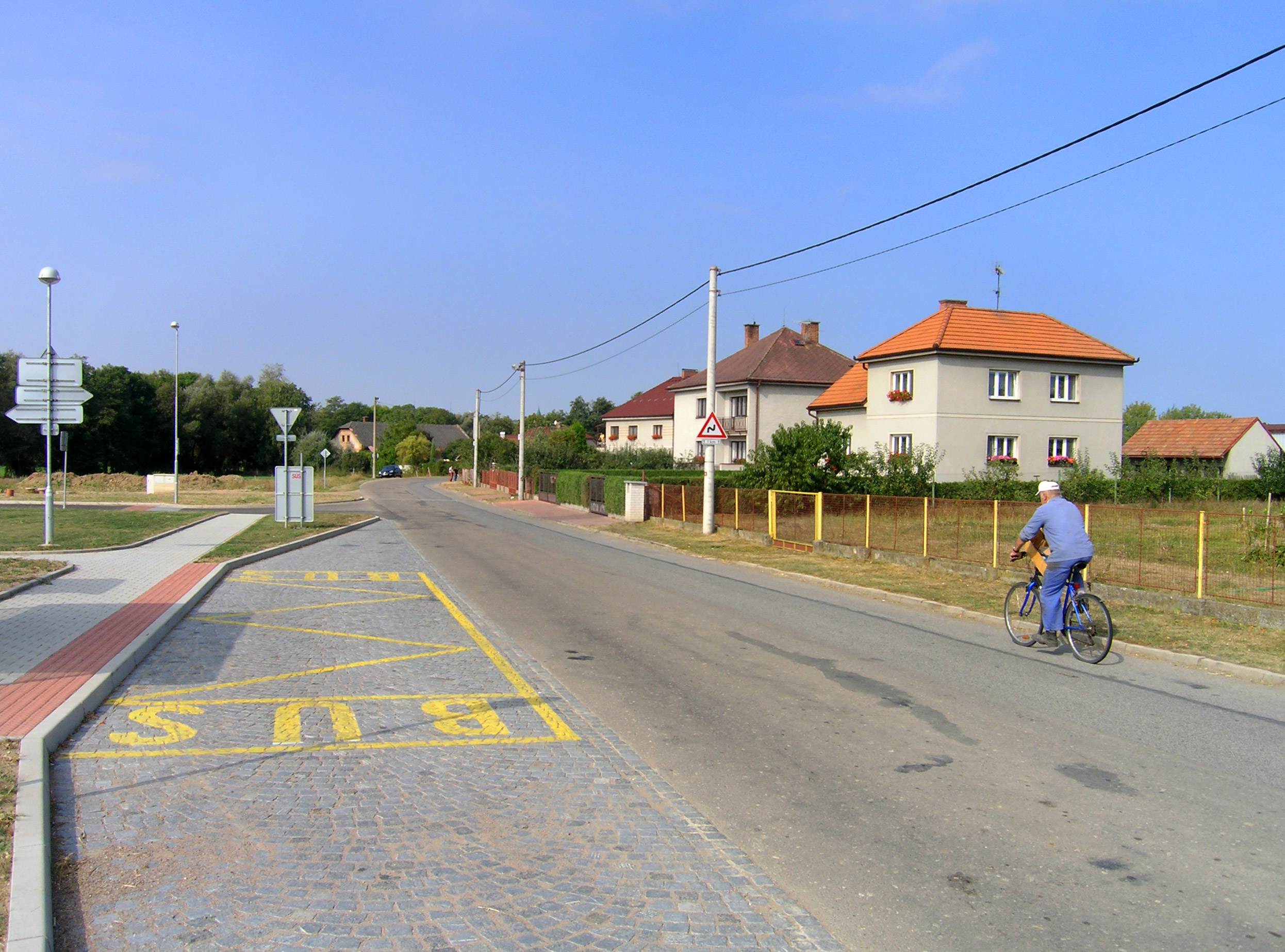
Nová zastávka na silnici k Boharyni
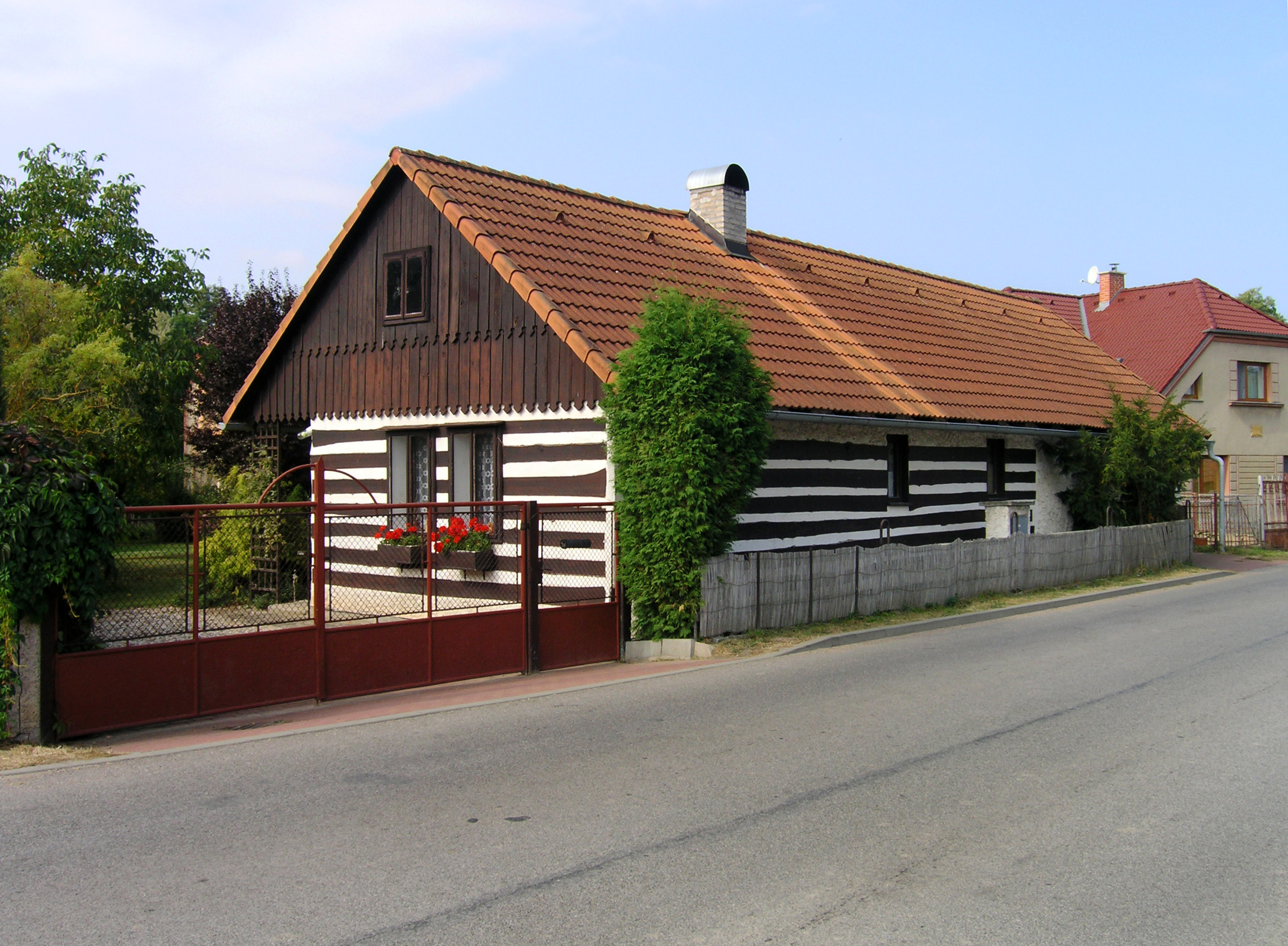
Roubená chalupa na západě vesnice
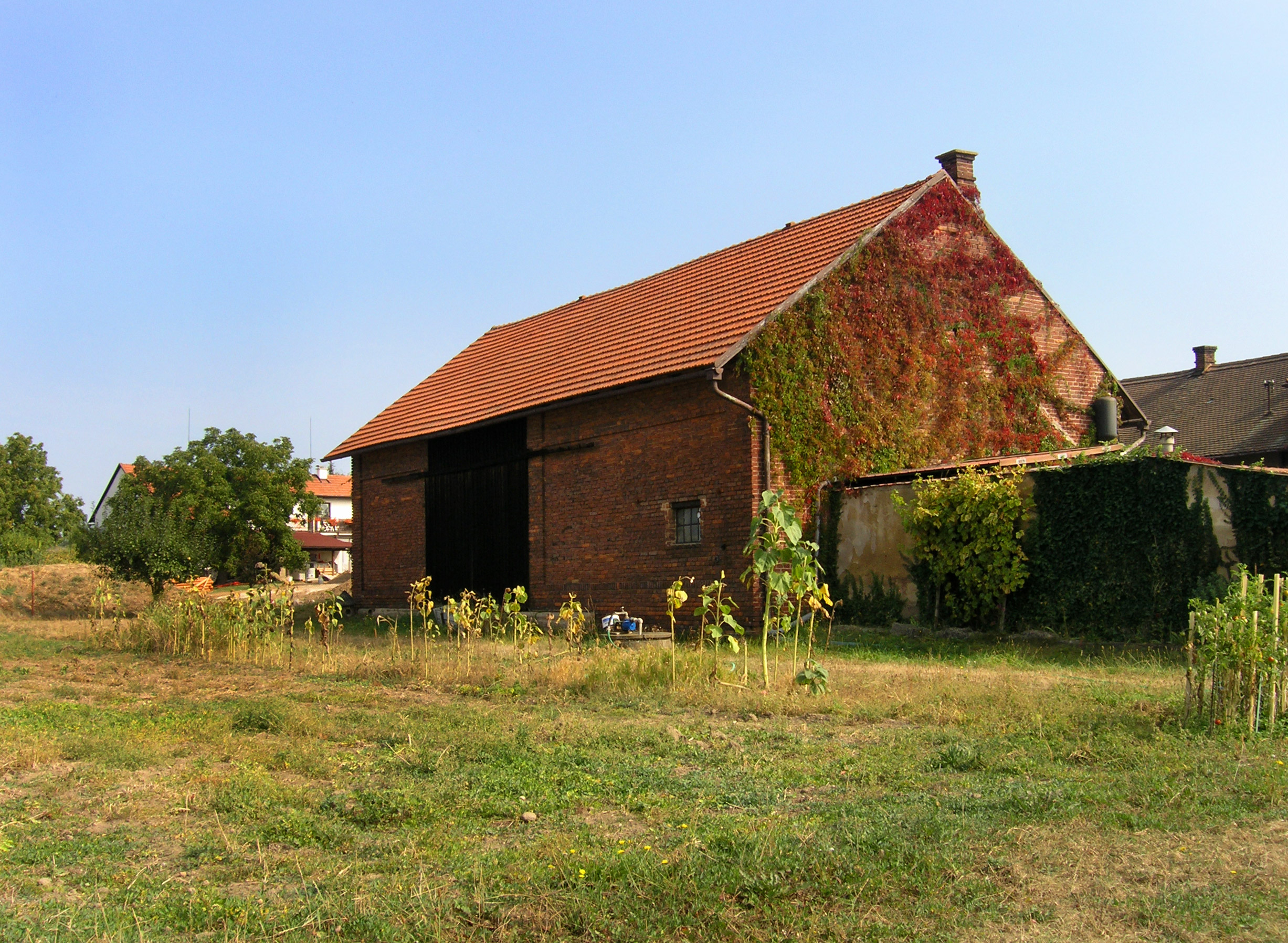
Bývalá stodola